# KR-völlur
El Estadio KR-völlur o Alvogenvöllurinn es esl nombre que recibe un recinto deportivo usado principalmente como estadio de fútbol en la ciudad de Reikiavik, capital del país europeo de Islandia.
Actualmente allí se disputan partidos de fútbol y ha sido el estadio del KR Reykjavík desde 1984. El estadio tiene capacidad para unas 6000 personas y está situado en el Kaplaskjólsvegur en el oeste de esa localidad.
Sus dimensiones son 105 x 68 m. El primer juego disputado en el lugar se produjo el 18 de julio de 1951 (KR-Vålerenga 3 - 2), y su Récord de asistencia se alcanzó el 26 de septiembre de 1998 con 5400 espectadores en el partido KR - ÍBV.

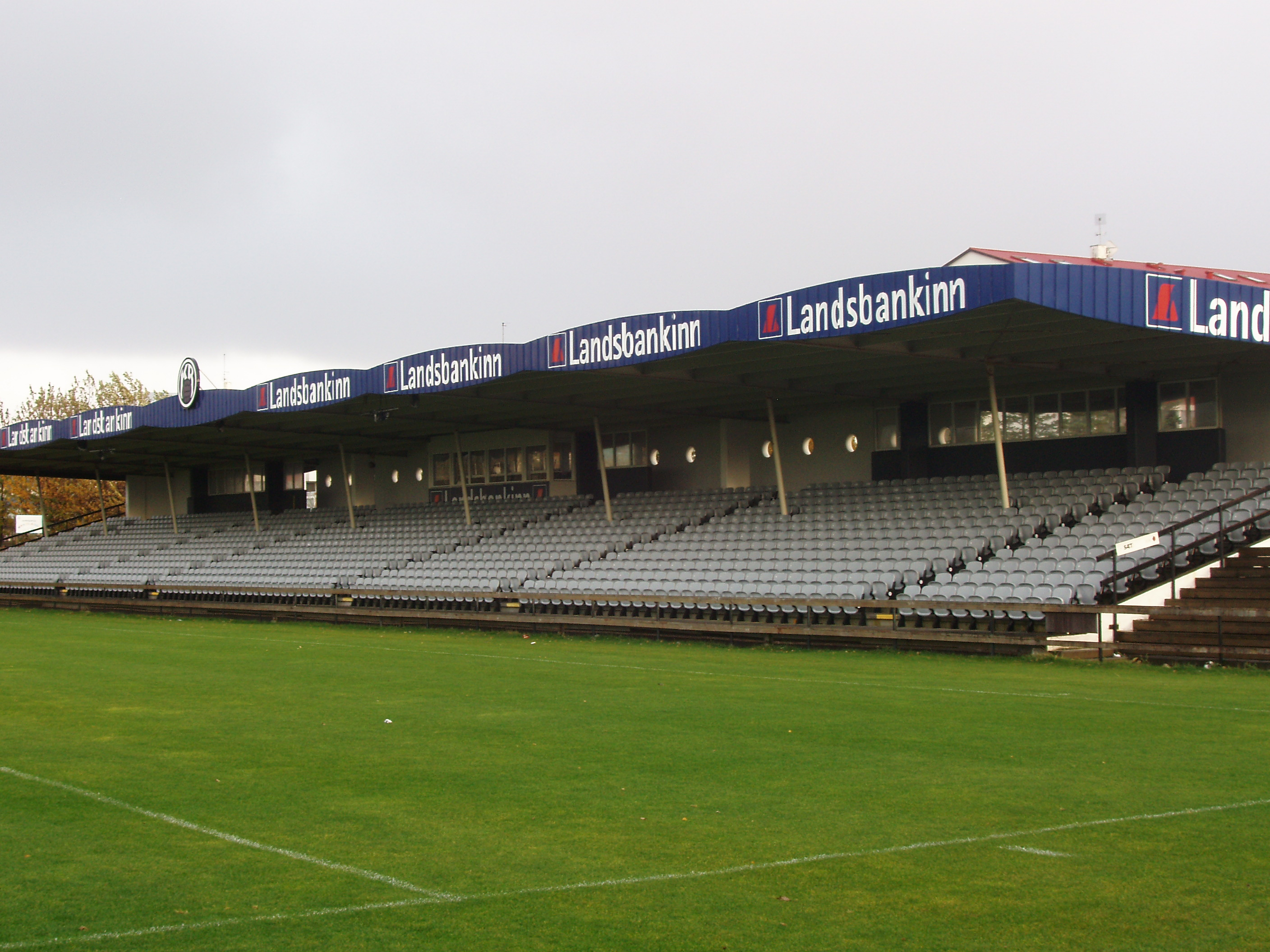